# PGC 6
PGC 6 je lečasta galaksija v ozvezdju Pegaza. Njen navidezni sij je 15,4m. Od Sonca je oddaljena približno 78,5 milijonov parsekov, oziroma 256,03 milijonov svetlobnih let.